# Maisa Silva
Maisa da Silva Andrade, mer känd som Maisa Silva, född 22 maj 2002 i São Bernardo do Campo utanför São Paulo, är en brasiliansk programledare och skådespelerska. Hon är mest känd för att ha varit programledare för barnprogrammet Bom Dia & Cia och för att ha spelat rollen som Valéria Ferreira i Carrossel-serien. Hon har även en av huvudrollerna i Netflixfilmen Cinderela Pop där hon spelar Cíntia Dorella.